# Isaura Gomes
Isaura Gomes (Cap Verd, 1944) és una política i farmacèutica de Cap Verd.

## Biografia
Es va graduar com la millor estudiant de la seva classe de l'institut. Demanà una beca per estudiar a una universitat de Portugal, però malgrat les seves bones notes la beca va ser pel fill d'un ciutadà portuguès de pitjors notes. Tanmateix, l'any següent l'únic dentista únic de Cap Verd la va ajudar a aconseguir una beca per estudiar farmàcia a la Universitat de Coimbra, on també va rebre altres ajudes.
Després de graduar-se el 1967, va treballar un temps a Portugal abans de tornar a Cap Verd el 1970. Després de tornar a Cap Verd va dirigir les activitats secretes del Partit africà per la Independència de Cap Verd a São Vicente; Cap Verd va esdevenir independent el 1975. Va ser la primera responsable del partit dona entre el 1975 a 1981, i va fer avançar els drets de les dones dins del partit. També va ajudar a organitzar reunions de l'organització Nacional de les Dones de Cap Verd, i va lluitar per aconseguir la despenalització de l'avortament.
Va deixar el partit el 1981 a causa de manca de suport dels partits de Cap Verd. La dècada del 1980 va ser una persona clau en el desenvolupament el sistema mèdic de Cap Verd, convertint-se en directora nacional de les farmàcies i formant tècnics en laboratoris i farmàcies. També fou destacat el seu paper a mitjans de la dècada del 1980 per difondre el coneixement del la cantant de Cap Verd Cesária Évora, amiga seva.
Va obrir el seu laboratori clínic propi i la seva farmàcia el 1989. Del 1997 a 2003 va presidir l'Associació de Dones Emprenedores de Cap Verd, i el 2001 fou la presidenta de la Federació de Cap Verd de les Associacions per la Promoció de les Dones. El 2004 esdevingué alcaldessa de São Vicente, essent la primera dona alcaldessa de Cap Verd. El 2005 va unir el Moviment per Democràcia, i el 2008 va ser reelegida com a alcalde. El 2011 va dimitir d'alcalde, declarant que la seva dimissió era per raons de salut.